# Jörg Illing
Jörg Illing (* 2. Oktober 1964 in Rodau, Kr. Plauen-Land) ist ein ehemaliger deutscher Fußballspieler, der in der DDR-Oberliga und in der 2. Bundesliga aktiv war.

## Sportliche Laufbahn

### BSG-, Club- und Vereinsstationen
Jörg Illing stammt aus den Nachwuchsabteilungen der BSG Aufbau Leubnitz. 1978 wechselte Illing von der BSG Motor WEMA/Aufbau Plauen in den Nachwuchsbereich des FC Karl-Marx-Stadt (FCK), in dem er bis 1983 sämtliche Mannschaften durchlief. Den Sprung in die Oberligamannschaft des FCK schaffte der Abwehrspieler nicht auf Anhieb. Folge war ein Wechsel zur BSG Motor „Fritz Heckert“ Karl-Marx-Stadt, für die Illing in knapp anderthalb Spielzeiten bis Herbst 1984 in der zweitklassigen DDR-Liga aktiv war.
Dann wechselte die Defensivkraft wieder zum FCK zurück und konnte sich in der Folgezeit im Team der Himmelblauen etablieren. In der höchsten Spielklasse debütierte die Defensivkraft am 29. September 1984 bei der 1:4-Auswärtsniederlage der Karl-Marx-Städter gegen den 1. FC Lokomotive Leipzig.
Auf nationaler Ebene wurde er 1989 mit dem FCK Oberligadritter und eine Spielzeit später Vizemeister. Am 1. April 1989 stand er im Finale um den FDGB-Pokal 1988/89, dass jedoch mit 0:1 gegen den ostdeutschen Serienmeister BFC Dynamo verlorenging. Durch seine guten Platzierungen qualifizierte sich der FCK 1989 und 1990 für den UEFA-Pokal, dadurch kam Illing zu insgesamt sechs internationalen Einsätzen, von denen er je zwei gegen Juventus Turin, Boavista Porto und den FC Sion absolvierte.
Für den nach der deutschen Wiedervereinigung in den Chemnitzer FC überführten FCK war Illing noch bis 1995 in der 2. Bundesliga aktiv. Beste Platzierung war der in der Spielzeit 1991/92, der Premierensaison der gesamtdeutschen 2. Spielklasse, erreichte fünfte Rang. Den möglichen Einzug in das Finale des DFB-Pokals 1992/93 verpasste er durch eine überraschende Niederlage gegen die Amateure von Hertha BSC. Im Anschluss agierte er noch längere Zeit beim FC Bayern Hof und VfB Chemnitz unterklassig. Weitere Stationen waren der SSV 91 Brand-Erbisdorf, Chemnitzer FC II, der FSV Grüna 08 sowie der FSV Limbach-Oberfrohna.

### Auswahleinsätze
Aufgrund seiner Leistungen in der Juniorenoberliga für den FCK gelangte Illing in den Kader der DDR-Juniorenauswahl. Im Herbst 1982 wurde er in der ostdeutschen U-18 viermal eingesetzt.

### Punktspielbilanz
- DDR-Oberliga: 125 Einsätze/5 Tore
- 2. Bundesliga: 70 Einsätze/1 Tor